# Christine Kaufmann
Christine Kaufmann  (n. 11 ianuarie 1945, Lengdorf, Steiermark, Austria – d. 28 martie 2017, München)  a fost o autoare și actriță germană.

## Date biografice
Christine Kaufmann este fiica Genevievei Gavaert, un machior francez și al ofițerului german de aviație Johannes Kaufmann. Mama ei s-a refugiat din cauza războiului și a născut-o pe Christine în satul austriac Lengdorf. Ulterior ea a copilărit în  München, unde ia lecții de balet. La vârsta de 8 ani este descoperită ca talent de regizorul  Harald Reinl, și va juca în 1954 un rol de copil în filmul Rosen-Resli. Prin acest rol ea devine cunoscută, primind în continuare roluri diferite. Din viața ei privată: la vârsta de 65 se desparte de al patrulea soț al ei Klaus Key.

## Filmografie (selectată)
- 1952 La Calul Bălan
- 1953 Staatsanwältin Corda
- 1953 Salto Mortale
- 1953 Der Klosterjäger
- 1954 Rosen-Resli
- 1954 Der schweigende Engel
- 1955 Wenn die Alpenrosen blüh’n
- 1956 Ein Herz schlägt für Erika
- 1956 Die Stimme der Sehnsucht
- 1957 Die Winzerin von Langenlois (Und so was will erwachsen sein)
- 1957 Witwer mit fünf Töchtern
- 1958 Fete în uniformă (Mädchen in Uniform), regia Géza von Radványi
- 1958 Die singenden Engel von Tirol
- 1958 Der veruntreute Himmel
- 1959 Alle lieben Peter
- 1959 Vacanze d’inverno
- 1959 Die letzten Tage von Pompeji (Gli ultimi giorni di Pompei)
- 1959 Primo amore
- 1960 Ein Thron für Christine (Un trono para Cristy)
- 1960 Totò, Fabrizi e i giovani d’oggi
- 1960 Labbra rosse
- 1960 Der letzte Fußgänger
- 1960 Stadt ohne Mitleid
- 1961 Via Mala
- 1961 Sie nannten ihn Rocca (Un nommé La Rocca), regia Jean Becker
- 1961 Toller Hecht auf krummer Tour
- 1961 Constantin cel Mare (Costantino il Grande), regia Lionello De Felice
- 1961 Degenduell
- 1961 Taras Bulba, regia J. Lee Thompson
- 1962 90 Minuten nach Mitternacht
- 1962 Tunnel 28
- 1964 Monsieur Cognac (Wild And Wonderful)
- 1969 Liebesvögel
- 1970 Das Bastardzeichen (film TV)
- 1970 Wie ein Blitz (film TV)
- 1971 Gestrickte Spuren (film TV)
- 1971 Mord in der Rue Morgue
- 1972 Der Kommissar – Traum eines Wahnsinnigen (film TV)
- 1972 Der Tod der Maria Malibran
- 1973 Chaplins Hut (film TV)
- 1973 Immobilien (film TV)
- 1973 Willow Springs
- 1973 Welt am Draht (film TV)
- 1974 Die Fälle des Herrn Konstantin (film TV)
- 1974 Zum Abschied Chrysanthemen
- 1975 Lockruf des Goldes – episodul 4: Vierauge
- 1976 Auf Biegen oder Brechen
- 1976 Ab morgen sind wir reich und ehrlich
- 1976 Goldflocken
- 1978 Orgie des Todes (Enigma rosso)
- 1979 Der ganz normale Wahnsinn (film serial TV)
- 1981 Tag der Idioten
- 1981 Lili Marleen
- 1981 Lola
- 1981 Egon Schiele – Exzesse
- 1982 Monaco Franze (film TV)
- 1982 Die Ausgesperrten
- 1983 Die wilden Fünfziger
- 1984 Der Exzess
- 1988 Out of Rosenheim
- 1989 E greu să fii zeu (Es ist nicht leicht ein Gott zu sein), regia Peter Fleischmann
- 1989 Der Geschichtenerzähler
- 1990 Wenn das die Nachbarn wüßten (film TV)
- 1993 Das Double
- 1994 Das sprechende Grab
- 1995 Weihnachten mit Willy Wuff – Eine Mama für Lieschen (film TV)
- 1998 Caipiranha – Vorsicht Bissiger Nachbar
- 1998 Die Schläfer
- 2002 Haider lebt – 1. April 2021
- 2006 Liebesvogel
- 2007 Die Märchenstunde: Aschenputtel – Für eine Hand voll Tauben
- 2008 Im Namen des Gesetzes (film TV)
- 2008 Liebesticket nach Hause (film TV)
- 2011 Fahr zur Hölle